# 's-Heerenbroek
's-Heerenbroek is een dorp in de Overijsselse gemeente Kampen. Het ligt tussen Kampen en Zwolle aan de oostzijde van de IJssel. Het dorp ligt voor het overgrote deel aan de Zwolseweg (de N764). 's-Heerenbroek bestaat uit de buurten de Kroon, de Bisschopswetering en de Schoolsteeg. Het oostelijkste deel van 's-Heerenbroek heet Veecaten.
Via een pontje is het dorp in de zomer verbonden met Zalk, dat aan de westzijde van de IJssel ligt.
In 's-Heerenbroek staat een monumentale, niet meer in gebruik zijnde zuivelfabriek en een eigen school, de Prinses Julianaschool, die in 2009 100 jaar bestond. 's Winters is de hoofdattractie voornamelijk de ijsbaan. Daarnaast is er sinds 1 februari 2015 een nieuwe bezienswaardigheid bij gekomen: een Mariakapel.
's-Heerenbroek is de geboorteplaats van weerman Jan Pelleboer (1924-1992).
VV 's-Heerenbroek is de voetbalclub van het dorp.